# Jávorkút
Jávorkút egy hegyvidéki üdülőövezet a Bükk-vidéken, a Bükki Nemzeti Park területén, Lillafüredtől 12 km-re közúton. Közigazgatásilag Miskolc része. Tengerszint feletti magassága 685 méter.
Jávorkúton telepített luc- és vörösfenyő alkotta fenyvesek találhatók. 1887-ben telepítették az úgynevezett Svédfenyvest, mely nevét a fák Svédországból hozatott magjairól kapta.

## Földrajza
A közeli Kis-Csipkés az Északi-Bükk és a Déli-Bükk határán fekszik. Lillafüred felől érkezve előbb a Garadna-völgyön, majd a Savós-völgyön kell átkelni, hogy Jávorkútra jussunk.
Magyarország 2018-ban megjelent Nemzeti Atlasza szerint Jávorkút környéke hazánk legcsapadékosabb vidéke 839 mm átlag éves csapadékkal. Itt mérték Magyarországon a valaha mért legnagyobb éves csapadékot 1555 mm-t 2010-ben.

## Nevének eredete
Jávorkút az itt fakadó forrás miatt és a juhar régies elnevezése miatt kapta nevét.

## Története
A település Hámor külterülete volt, Miskolchoz csatolásáig. A 19. századtól a hely kedvelt vadászhely volt. Gróf Bethlen István 1920-ban vadászházat építtetett itt, több kiegészítő épülettel. Később a Tiszai Vegyi Kombinát bővíttette ki a komplexumot, hogy a dolgozói számára megfelelő kikapcsolódási lehetőséget nyújtson. A jávorkúti turistaház neve Fenyvesház, ami napjainkban étteremként és szállásként működik.
1876-ban telepítették a nyolc hektáros bükkelegyest a területen.

### Érdekességek
2010-ben itt mérték az év legmagasabb csapadékösszegét az országban. Ebben az évben 1555 mm volt az éves csapadékösszeg. Ezzel megdöntötte Kőszeg rekordját, az 1510 mm-t, ami 1937 óta számított rekordnak.

## Manapság
A hely manapság igen népszerű a túrázók, sportolók és kikapcsolódni vágyó családok körében. Jávorkúton és környékén rengeteg pihenési és sportolási lehetőséget találnak az érdeklődők. Pár kilométerre található Istállós-kő, amely a Bükk második legmagasabb csúcsa. A környéken gyakran előfordulnak vaddisznók.